# Cantó de Marsella Sant Mauron
El cantó de Marsella Sant Mauron és un cantó francès del departament de les Boques del Roine, situat al districte de Marsella. És format per part del municipi de Marsella.

## Municipis
Aplega els següents barris de Marsella:
- Les Aygalades
- La Cabucelle
- La Calade
- La Delorme
- Les Crottes
- Saint-Louis
- Saint-Mauront
- La Villette
- La Madrague ville
- Mourepiane

| Data d'elecció                           | Identitat           | Partit | Qualitat |
| ---------------------------------------- | ------------------- | ------ | -------- |
| 1973-2008                                | Jeanine Porte       | PCF    |          |
| 2008-                                    | Jean-François Noyes | PS     |          |
| les dades anteriors no són pas conegudes |                     |        |          |